# Хайльман, Эрнст
Эрнст Хайльман (нем. Ernst Heilmann, 13 апреля 1881, Берлин, Германская империя — 3 апреля 1940, Бухенвальд, Германия) — немецкий социал-демократический политик, депутат Рейхстага с 1928 года по 1933 год.

## Биография

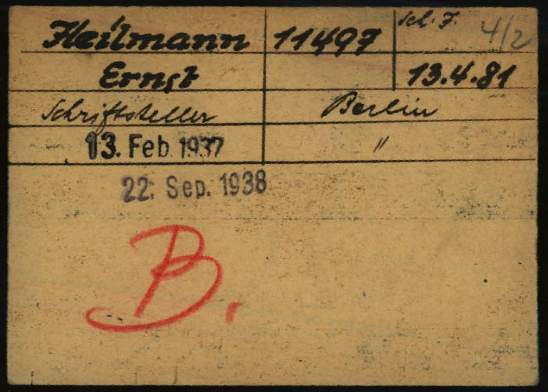
Регистрационная карточка Эрнста Хайльмана в качестве заключенного в нацистском концлагере в Дахау

Окончил Берлинский университет, где изучал право и политологию.
Во время Первой мировой войны был сторонником прекращения политической борьбы на время войны. Был избран в Рейхстаг выборах 1928 года. Вскоре после прихода нацистов к власти был арестован гестапо.
С февраля 1937 года содержался в концлагере Дахау; в сентябре 1938 года был переведен в Бухенвальд, где был казнён в апреле 1940 года.

## Шахматы
В начале XX века был известен также как неплохой шахматист. Участвовал в побочном турнире «А» международного турнира в Бармене (1905 г.; 8 из 15, 7-е место), побочном турнире 15-го конгресса Германского шахматного союза (Нюрнберг, 1906 г.) и сильном по составу юбилейном турнире в Берлине (1907 г., 4½ из 11, 9—10 места).